# Impasto

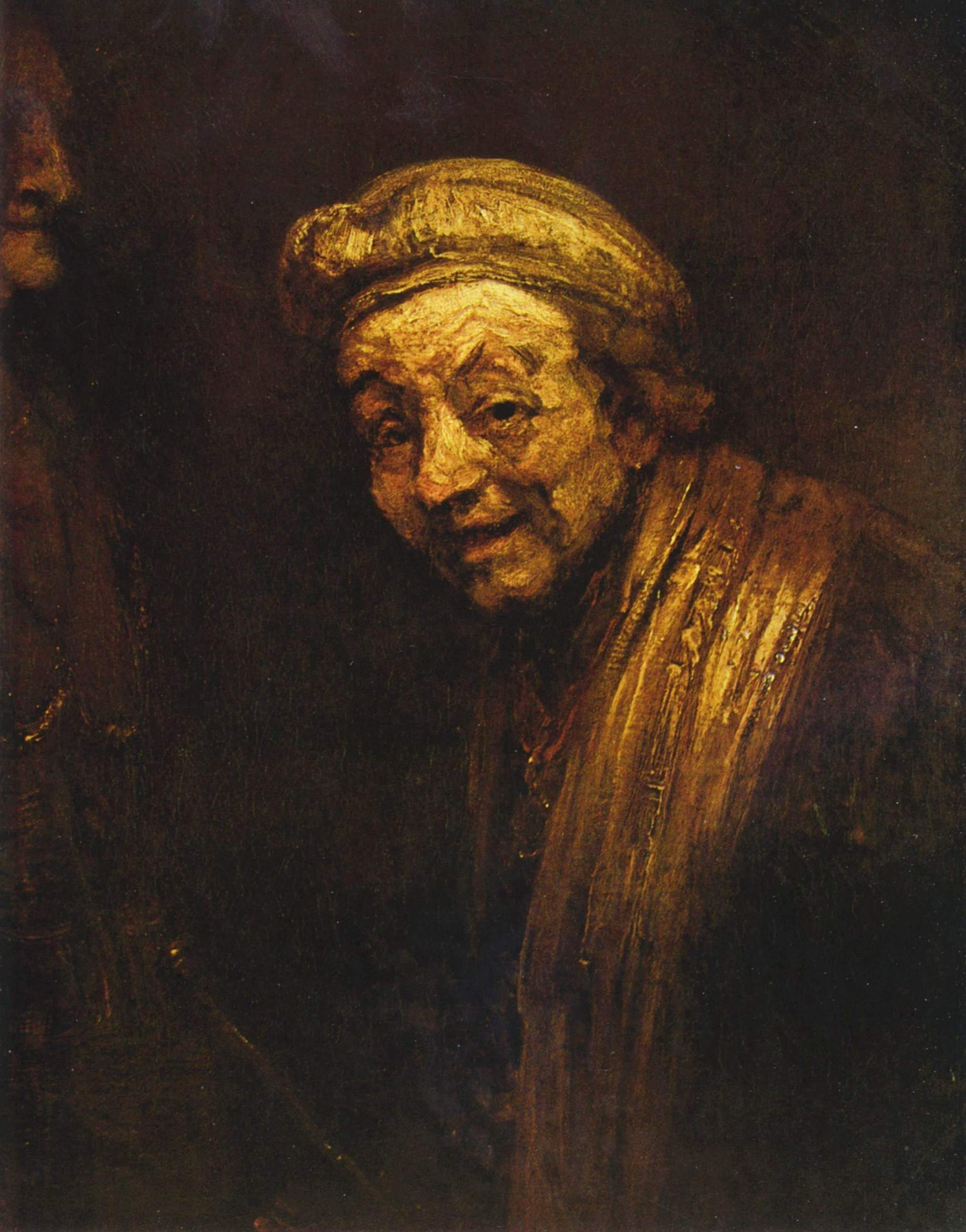
Impasto-zelfportret van Rembrandt van Rijn uit ca. 1669 (Wallraf-Richartz-Museum, Keulen).

Impasto is een schildertechniek waarbij de verf in zeer dikke streken of klodders op het kunstwerk wordt aangebracht. Impasto is tevens een term uit de pottenbakkerskunst en betekent onbewerkte gebakken klei.

## Effect van impasto
Door het gebruik van impasto wordt de structuur van het oppervlak van het kunstwerk versterkt, waarmee speciale, zeer realistische effecten kunnen worden bereikt. Zo gebruikte Rembrandt deze techniek om bijvoorbeeld de kleding of sieraden van de geportretteerden te benadrukken. Een voorbeeld is het schilderij Het joodse bruidje waar vooral de arm van de man door het gebruik van impasto aandacht trekt. Ook moderne kunstenaars gebruiken veelvuldig impasto, veelal met gebruik van een schildersmes. Door bijvoorbeeld impasto te gebruiken bij het naschilderen van een muur, wordt een zeer realistisch effect bereikt, omdat de onregelmatige verfstructuur kleine schaduwen werpt, die overeenkomen met de structuur van een ruwe muur in de werkelijkheid.
Nadeel van impasto is dat het verfoppervlak vrij gauw stof opvangt en daardoor vies wordt. 

## Materiaal
Voor de impastotechniek mag de verf vrijwel niet vloeibaar zijn. Zo wordt de verf vaak direct uit de tube gebruikt. De impastotechniek is dan ook geheel niet toepasbaar bij een dunne verfsoort als tempera, maar wel bij olieverf. Bij acrylverf is een extra medium nodig om een impasto effect te bereiken, of kan de verf gemengd worden met bijvoorbeeld zand.  
In 2019 werd ontdekt dat Rembrandt voor zijn impasto loodwit gebruikte, een mengsel van Pb3(CO3)2(OH)2 (hydrocerussiet) en PbCO3 (cerussiet). Daaraan heeft hij nog een andere stof toegevoegd, wellicht loodoxide (loodglit), waardoor Pb5(CO3)3O(OH)2 (plumbonacriet) ontstond. Dat onderzoek werd uitgevoerd aan monsters van het Portret van Marten Soolmans (1634), Bathsheba (1654) en Susanna en de ouderlingen (1647). Onderzoek aan de Nachtwacht (1642) liet zien dat er eigeel was verwerkt in de verf. Toepassing van extra toevoegingen is echter niet noodzakelijk. Met een mengsel van 30% lijnolie en 70% loodwit kan een impasto-effect bereikt worden.

## Wetenswaardigheden
Impasto (in de betekenis van onbewerkte klei) urnen zijn bekend uit de proto-Etruskische Villanovacultuur (1000-700 voor Chr.). In het huidige Italië werden impasto objecten zoals urnen vervaardigd. Met name deze urnen zijn teruggevonden in graven.